# Alt Gaià

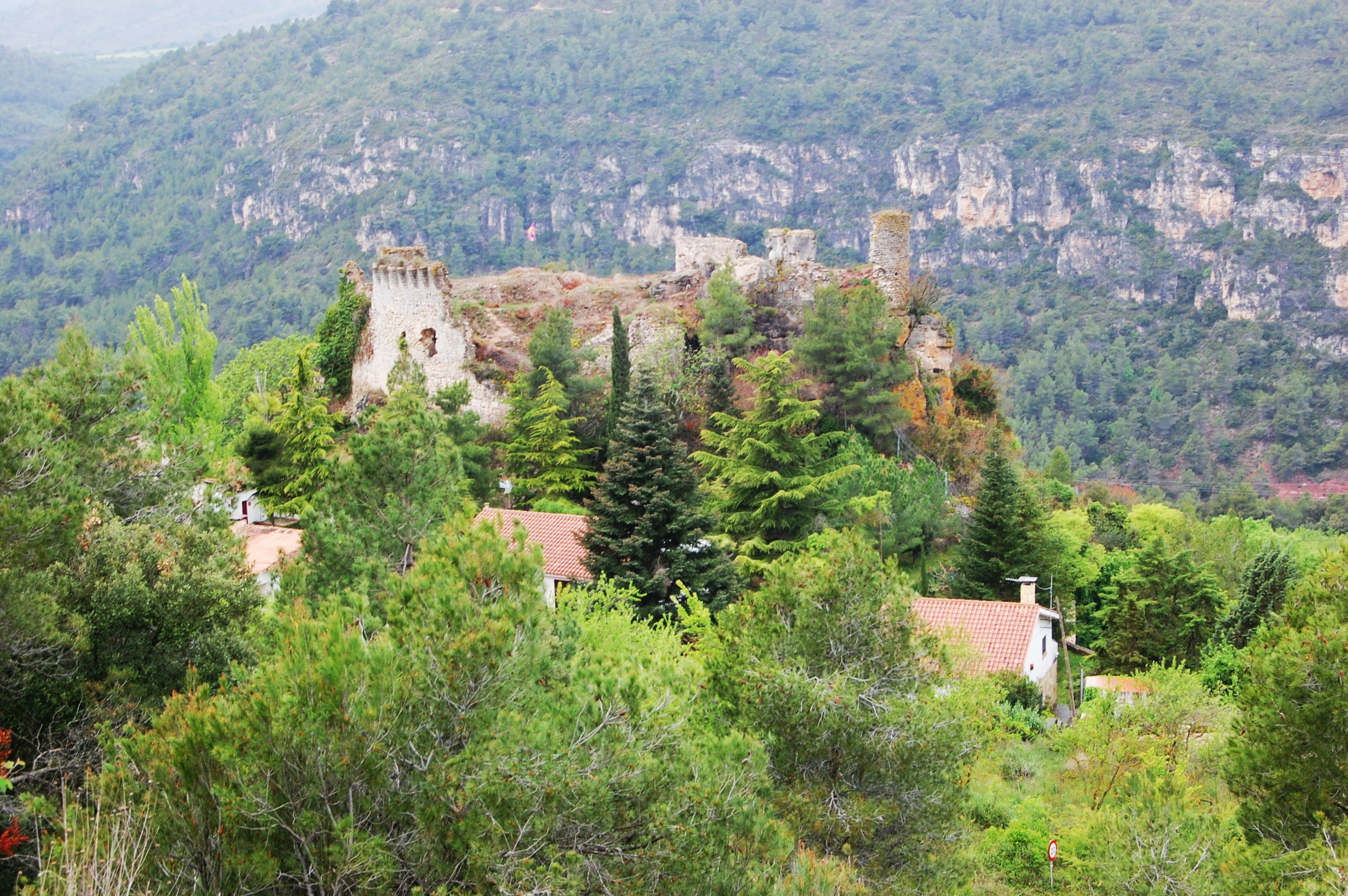
El Castell de Querol, a l'Alt Gaià

S'anomena Alt Gaià a la part alta de la conca del riu Gaià, que travessa la zona de nord a sud. Constitueix un dels catàlegs de paisatge del Camp de Tarragona de l'Observatori del Paisatge de Catalunya i, a cavall de la Conca de Barberà i l'Alt Camp, comprèn íntegrament els municipis de Pontils, Querol i el Pont d'Armentera i parcialment els d'Aiguamúrcia, Sarral i les Piles. Algunes fonts hi inclouen també Santa Coloma de Queralt, tot i que tradicionalment aquesta població pertany a la Baixa Segarra. De fet, en algun cas ambdues denominacions (Alt Gaià i Baixa Segarra) es presenten com a sinònims.

## Característiques
Es tracta d'un paisatge muntanyós; els cims més elevats voregen els 1.000 m, com ara el Puig de Formigosa, amb 1.002 m. Altres relleus en són el Montagut (963 m), la serra de Brufaganya (923 m) i la serra de Comaverd (908 m).
S'hi troben grans extensions de pinedes de pi blanc (Pinus halepensis), especialment a la serra de Brufaganya, mentre que a les zones de menys altitud hi predomina la vegetació de caràcter arbustiu. Pel que fa als conreus, s'hi cultiva sobretot cereals de secà i vinya.
En alguns dels punts més elevats del territori hi destaquen diversos castells, com ara el de Selmella, Rocamora, Rodonyà i Querol, tots ells declarats Bé d'Interès Cultural. Al terme de Pontils es troba també el santuari de Sant Magí de Brufaganya.